# Шаріфов Юрій Багірович

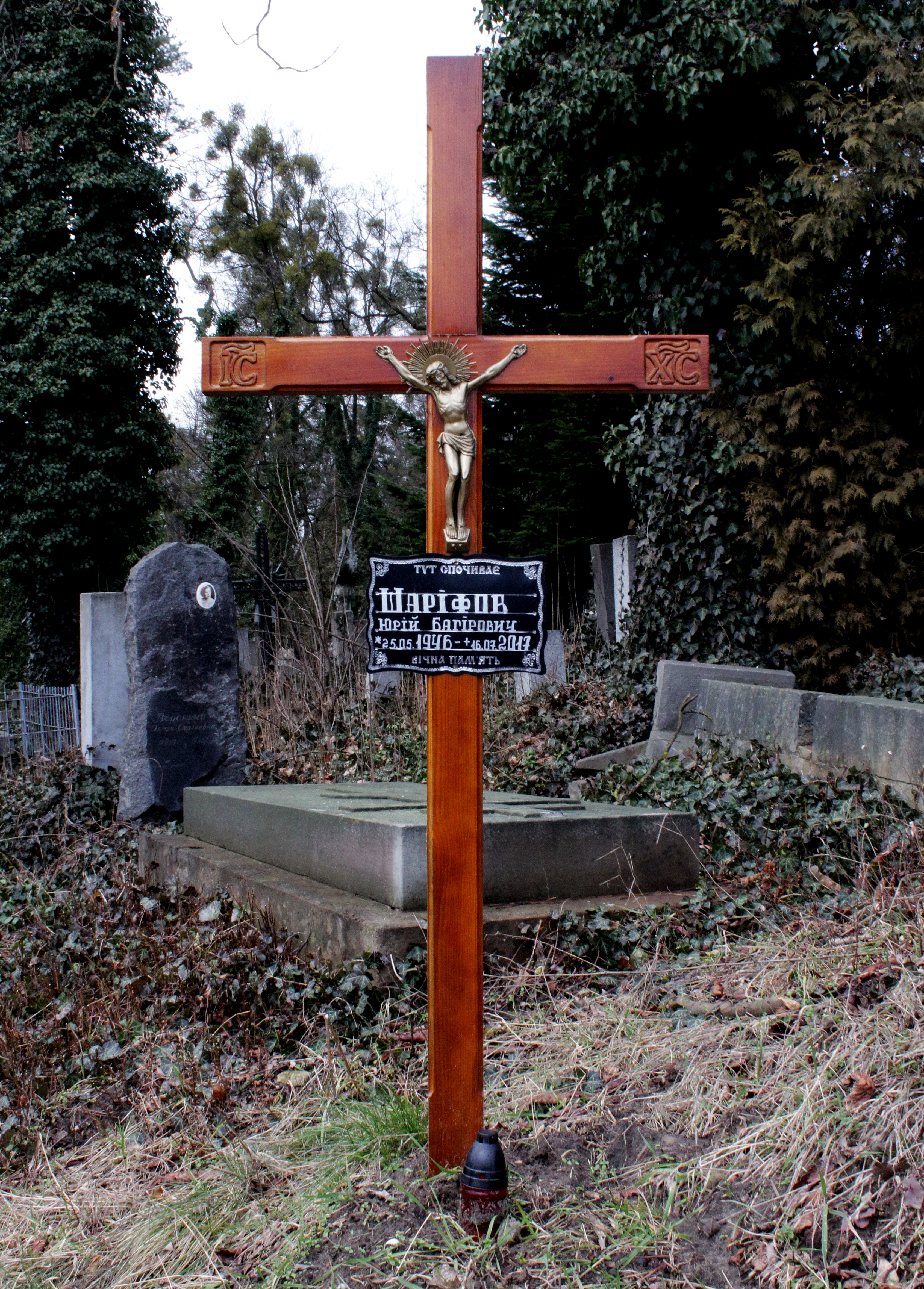

Юрій Шаріфов (25 травня 1946, Львів — 21 липня 2017, там само) — український музикант, музикознавець, композитор і педагог, один з перших рокерів України. Бас-гітарист групи «Open Blues Band», автор камерно-інструментальних і симфонічних творів, джазових композицій та естрадних пісень. Музикант співпрацював з Софією Ротару, Володимиром Івасюком, Назарієм Яремчуком та багатьма іншими виконавцями.

## Біографія
Народився 25 травня 1946 року у Львові. Мав ірано-грецько-українське коріння. Батько народився у місті Бамі на півдні Ірану, а мати у Ніжині, що на Чернігівщині. Батько поїхав вчитися гри на трубі у консерваторію в Баку, потім служив у радянській армії, де його прізвище «Шаріф» записали як «Шаріфов». Завдяки військовій службі батько потрапив у Ніжин, де зустрів майбутню дружину, а згодом вони переїхали працювати у Львів.

Юрій з дитинства знав, що буде тільки музикантом. 
|  | Не було такого, що я цю музику для себе відкрив у якомусь віці, я з нею і у ній ріс. Не бігав у подвір'ї, як решта хлопців. Мене ніколи в житті не цікавили ні машинки, ні літачки, ні механізми. Колись тато купив мені дитячу залізницю, а я замість бавитися зняв з вагончиків дашки, і. слухаючи музику, грав ними наче на скрипці. |

З дитинства слухав радіо з Варшави, де не було радянської пропаганди і постійно крутили Френка Сінатру, Доріс Дей, Елвіса Преслі, Білла Хейлі… Згодом грав на скрипці й електрооргані, але мав симпатію до ритму, тож кінець кінцем став бас-гітаристом.
Отримав три музичні освіти — скрипаля, музикознавця і композитора. Навчався у музучилищі. У середині 1960-х років був одним з перших, хто почав грати рок в Радянському Союзі.
Познайомився з альтистами Ігорем Сулигою, який грав на барабанах, і Юрієм Башметом, який грав на гітарі. Зібралися у тріо, без назви, схоже до Cream: бас, барабани і гітара. Згодом запросили у філармонію, в естрадний ансамбль. Після гастролей зрозумів, що це не до душі. Перебивався випадковою роботою: робив програму ленінградського фольк-рокового колективу, потім групі «Владимирские удальцы», далі працював з Олегом Ухнальовим.
1965 року у складі самодіяльного ансамблю «Електро» (Львівського Будинку культури енергетиків заводу «Львівприлад») грав естрадну музику та пісні: спочатку англомовні або фактично інструментальну музику.
Почали грати і в інших місцях — клубі в костьолі Марії Магдалини, в клубі університету чи в клубі міліції на Січових Стрільців, далі у клубі «Газ», що був статусним місцем. Вів музичну передачу на львівському радіо, вона існувала два роки.
|  | Ми стали крутими і відомими, я почав писати пісні. На Львівському радіо записували фонограми для деяких виконавців. І нас навіть зробили офіційним Ансамблем Львівського радіо і телебачення. У нас виходили такі досить дивні речі. Наприклад, перегравали пісню Козака „Стрийський парк“ на електрогітарах. Або грали фрагмент балету Чайковського «Лебедине озеро» у біг-біг варіанті. |

У 1970-х — 1980-х роках грав у чернівецьких ансамблях «Смерічка», «Червона Рута» (музичний керівник). У 1977 році заснував ансамбль «Жива Вода», був його керівником. Пісню «Звідки в тебе очі сині» ансамблю «Жива вода» деякі музикознавці називають першою українською рок-піснею.[джерело?] По суті, українські естрадні пісні ансамбль виконував у стилях диско та фанк, синтезуючи їх. У «Живій воді» починали кар'єру Лілія Сандулеса та Іво Бобул.
У складі джаз-, рок-, поп-, фолк-груп та з сольними концертними програмами гастролював у 24-х країнах. Учасник сотень фестивалів. Співпрацював з багатьма особистостями (Софія Ротару, Назарій Яремчук, Володимир Івасюк, Лілія Сандулеса, Іво Бобул, Олександр Сєров, Ігор Саруханов та багато інших).
Отримав статус найкращого басиста Радянського Союзу.
З середини 1970-х років активно працював у сфері електронної музики. Вів авторські музичні програми («Ексклюзив») на легендарному радіо «Ініціатива».
Якийсь час Юрій Шаріфов працював у Сокалі викладачем по класу скрипки у музичній школі.[коли?] Викладав «Історію естрадних стилів» у консерваторії. Автор першого в Україні спеціального курсу з історії, теорії та практики джаз-, рок- та поп-музики для вищих навчальних закладів.
Член журі багатьох фестивалів, багаторічний член та голова журі українського рок-фестивалю «Тарас Бульба», «Таланти Франкового університету» тощо. Учасник багатьох музичних і культурних проектів.
У 2005 році було створено гурт Open Blues Band — «відкритий блюз-бенд». Гурт часто брав участь у численних фестивалях: «Флюгери Львова», Лівий Берег та ін.
|                | Ми з «Open Blues Band» спеціально не записуємо платівку, бо граємо щоразу по-іншому, щоразу ліпше. Тому записувати композицію, яку ми невдовзі зіграємо цікавіше, не маємо потреби — ми вже не в тому віці й не того статусу, щоби комусь щось доводити. Ми задоволені, що своїми виступами шокуємо іноземних профі, які відмовляються вірити, що ми з України, коли граємо свою музику, правильно, автентично, так, як вона і має звучати. Тому й не поспішаємо записувати альбом — не хочеться залишати на пам'ять щось недовершене. Якби ми зупинились у розвитку, можливо, випустили би платівку, але не в Україні. Дешевше і швидше записуватися у США чи Великій Британії, де студії працюють за світовими стандартами, аніж у нас мучитися із поганим звуком. |
| — Юрій Шаріфов | |

Разом із гуртом Open Blues Band, Юрій Шаріфов отримав нагороду «BOOM AWARDS 2016» у номінації «Золотий фонд естради», яку заснував журнал «BOOM plus TV». 2016.
Мав квиток № 1 у першому і єдиному в Україні фан-клубі «Бітлз», який отримав «за заслуги у рок-музиці».
Член координаційної ради з питань джаз-, рок- та поп-музики Міністерства культури і туризму України.[коли?]
Член НСКУ
Автор музичних рубрик багатьох газет Чернівців та Львова. Дискографія — понад 15 компакт-дисків.
Навесні 2017 року планував робити сольний концерт ембієнту.
Помер 21 липня 2017 року. Похований 26 липня на Личаківському цвинтарі (поле № 50)..